# Bauruascaris
 Bauruascaris  ist eine Gattung der Spulwürmer (Ascaridida), die nur durch Fossilfunde von Eiern dokumentiert ist. Cardia und Mitarbeiter konnten sie 2019 in Kotsteinen von Crocodyliformes nachweisen, die auf die Oberkreide datiert wurden.
Bauruascaris hat nahezu runde Eier mit einem sich entwickelnden Embryo im Inneren. Sie sind dickschalig und die äußere Oberfläche ist warzenartig, welche je nach Art eine extreme oder nur leicht raue Oberfläche bilden. Der Gattungsname leitet sich von der Bauru-Gruppe, einer lithostratigraphischen Formation in Brasilien, ab, in der diese Kotsteine gefunden wurden. Cardia und Mitarbeiter unterscheiden zwei Arten:
- Bauruascaris adamantinensis: Eier 30 × 27,5 µm mit 5 µm dicker, nur leicht rauer Schale
- Bauruascaris cretacicus: Eier 61,3 (57,5–67,5) × 51,9 (50–55) µm mit 5,6 µm dicker, sehr rauer Schale.